# Montabone
Montabone – miejscowość i gmina we Włoszech, w regionie Piemont, w prowincji Asti.
Według danych na styczeń 2009 gminę zamieszkiwały 373 osoby przy gęstości zaludnienia 43,8 os./1 km².